# FK Big Bull Bačinci
Fudbalski Klub Big Bull Bačinci (serb.: Фудбалски Kлуб Биг Бул Бачинци) – serbski klub piłkarski z siedzibą w Bačinci, w gminie Šid (w okręgu sremskim, w Wojwodinie), działający w latach 1963–2010.

## Historia
Klub został założony w 1963. Po zakończeniu rozgrywek sezonu 2009/10 FK Big Bull Bačinci (mistrz Srpskiej Ligi Vojvodina) oraz FK Radnički Šid (14. spadkowe miejsce w Srpskiej Lidze Vojvodina) połączyły się i w sezonie 2010/11 występowały w Prvej lidze Srbije jako FK Big Bull Radnički.

## Stadion
Klub rozgrywał swoje mecze domowe na Stadion Bačinci w Bačinci, który mógł pomieścić 2 tys. widzów.

## Sezony
| Sezon                          | Liga                                              | Poziom | Miejsce |
| Federalna Republika Jugosławii |                                                   |        |         |
| 1999/00                        | Druga liga SR Јugoslavije – Grupa Sjever (Północ) | II     | 14      |
| 2000/01                        | Druga liga SR Јugoslavije – Grupa Sjever (Północ) | II     | 14      |
| 2001/02                        | Druga liga SR Јugoslavije – Grupa Sjever (Północ) | II     | 8       |
| 2002/03                        | Druga liga SR Јugoslavije – Grupa Sjever (Północ) | II     | 10      |
| Serbia i Czarnogóra            |                                                   |        |         |
| 2003/04                        | Srpska liga (Grupa Vojvodina)                     | III    | 3       |
| 2004/05                        | Srpska liga (Grupa Vojvodina)                     | III    | 9       |
| 2005/06                        | Srpska liga (Grupa Vojvodina)                     | III    | 4       |
| Serbia                         |                                                   |        |         |
| 2006/07                        | Srpska liga (Grupa Vojvodina)                     | III    | 9       |
| 2007/08                        | Srpska liga (Grupa Vojvodina)                     | III    | 4       |
| 2008/09                        | Srpska liga (Grupa Vojvodina)                     | III    | 4       |
| 2009/10                        | Srpska liga (Grupa Vojvodina)                     | III    | 1 *     |

 * od sezonu 2010/11 klub rozpoczął występy w rozgrywkach Prvej ligi Srbije jako FK Big Bull Radnički.

## Sukcesy
- 8. miejsce Drugiej ligi SR Јugoslavije – Grupa Sjever (II liga) (1x): 2002.
- mistrzostwo Srpskiej ligi – Grupa Vojvodina (III liga) (1x): 2010 (awans do Prvej ligi Srbije).
- wicemistrzostwo Srpskiej ligi – Grupa Vojvodina (III liga) (1x): 1999 (awans do Drugiej ligi SR Јugoslavije).